# Tobias Exxel

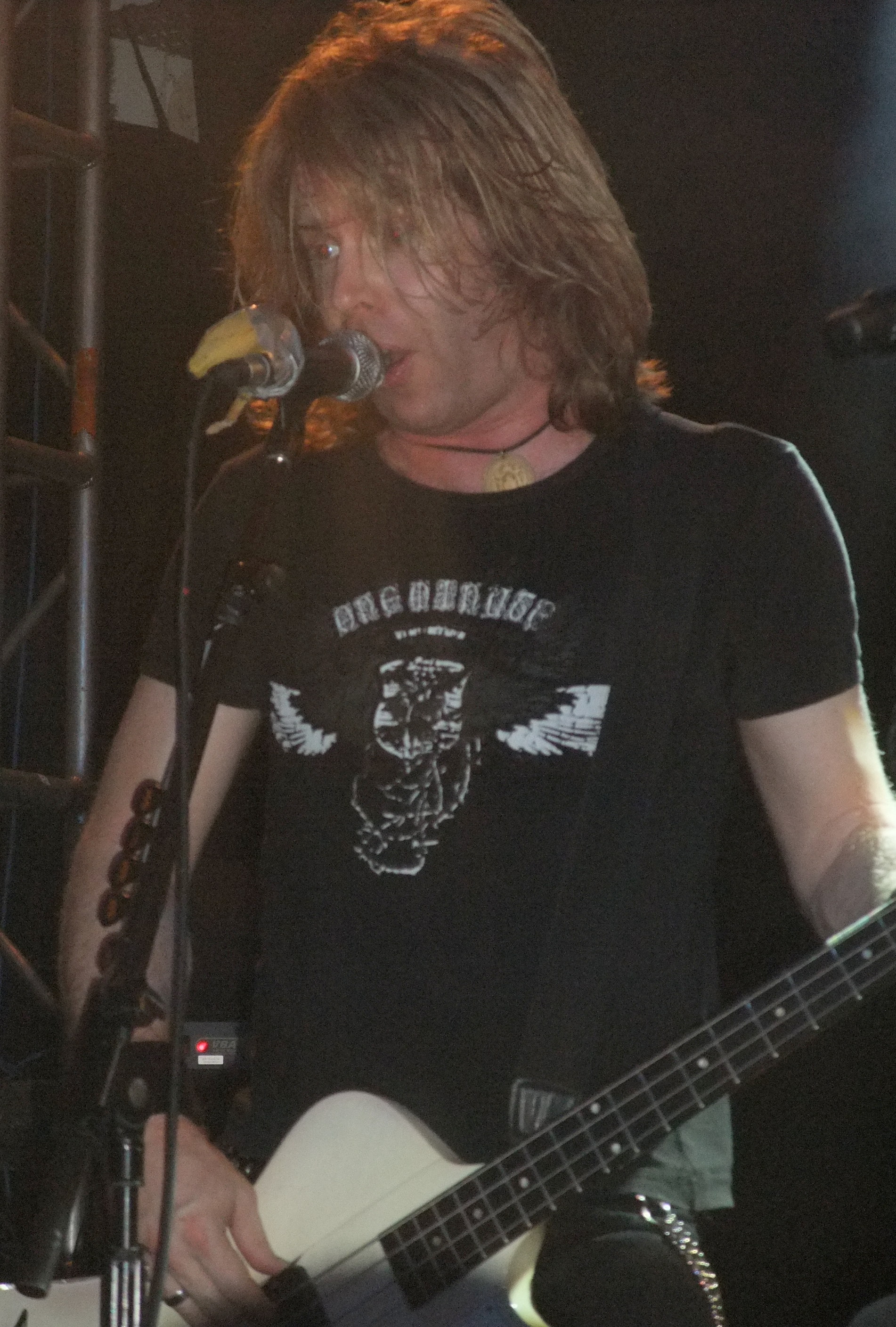
Tobias Exxel live 2010

Tobias "Eggi" Exxel (* 27. Februar 1973) ist ein deutscher Metal-Musiker.

## Wirken
1993 wurde Tobias Exxel Mitglied der Band Squealer, bei der er bis 1999 blieb. Er veröffentlichte mit diesen die Alben Wrong Time, Wrong Place ? (1995) und The Prophecy (1999). Auf letzterem ist als Gastsänger Tobias Sammet zu hören.
1998 wurde Tobias Exxel von Tobias Sammet zu der deutschen Metal-Band Edguy geholt, da dieser ausschließlich singen wollte und daher seinen Posten am Bass abgab. Seine erste Veröffentlichung mit der Band ist das Album Theater Of Salvation (1999), das in Deutschland Platz 66 der Charts erreichte.
2001 veröffentlichte Tobias Exxel mit Ferdy Doernberg (Keyboards), Felix Bohnke (Schlagzeug), Franky Wolf (Schlagzeug), Danny Klupp (Gitarre) und Rick Mythiasin (Gesang) und Shaker Elmosa (Bass) unter dem Namen Taraxacum das Album Spirit of Freedom. Tobias Exxel spielte Bass und Gitarre und die Band wurde oft als sein Soloprojekt bezeichnet. Nachdem die Band 2003 das Album Rainmaker veröffentlichte, wurde es jedoch still um die Formation.
Am 31. August 2012 veröffentlichte der Böhse-Onkelz-Schlagzeuger Pe Schorowsky das Album Dreck und Seelenbrokat, auf dem Tobias Exxel Bass spielt.
Am 26. April 2015 spielte Tobias Exxel mit der Band Unisonic auf dem Festival Monsters Of Rock São Paulo, da deren Gitarrist Mandy Meyer mit der Band Krokus auf Tour war.
Im September 2022 gab die Band The Unity bekannt, dass Tobias „Eggi“ Exxel (Edguy) als Bassist einsteigt.

## Privates
Im August 2010 bekam Tobias Exxel einen Sohn namens Julian. Da die Band Edguy zu diesem Zeitpunkt für das Wacken Open Air 2010 und weitere Veranstaltungen gebucht worden war, musste Markus Grosskopf von Helloween als Back-Up einspringen.

## Diskografie
Squealer
- Wrong Time, Wrong Place ? (1995)
- The Prophecy (1999)

Edguy
- Theater Of Salvation (1999)
- The Savage Poetry (2000)
- Mandrake (2001)
- Burning Down The Opera – Live! (2003)
- Hall Of Flames (2004)
- Hellfire Club (2004)
- Rocket Ride (2006)
- Tinnitus Sanctus (2008)
- Fucking with Fire (2009)
- Age Of The Joker (2011)
- Space Police – Defenders Of The Crown (2014)

Taraxacum
- Spirit of Freedom (2001)
- Rainmaker (2003)

Pe Schorowsky
- Dreck und Seelenbrokat (2012)

The Unity
- The Hellish Joyride